# Assassin’s Creed Rebellion
Assassin’s Creed Rebellion — бесплатная мобильная стратегическая ролевая игра в жанре экшн. События игры развиваются во время Реконкисты в Испании. Братство ассасинов под предводительством Агилара де Нерха борются с инквизицией. В игре представлены известные ассасины, такие как Эцио Аудиторе, его сестра Клаудия, Шао Цзюнь и Никколо Макиавелли, а также более 50 новых персонажей, созданных специально для Rebellion.

## Разработка
Первое официальное подтверждение разработки игры появилось 27 июня 2017 года, когда на недавно созданной странице Assassin’s Creed: Rebellion в Facebook был опубликован тизер-трейлер игры с YouTube. Вскоре после этого был выпущен официальный ключевой арт. До 30 августа 2017 года никаких дальнейших обновлений прогресса не появлялось, когда на странице Facebook было объявлено, что игра доступна в Новой Зеландии.

## Игровой процесс
В игре есть штаб-квартира Братства, где можно обучать ассасинов и создавать новые предметы и снаряжение. По мере того, как игрок повышает уровень своего братства, становятся доступными дополнительные комнаты и другой контент, что открывает новые возможности для улучшения.
Игрок также может отправлять команды из трех ассасинов на различные миссии по проникновению. Различные навыки и комбинации персонажей лучше подходят для одних миссий, чем для других. Кроме того, тип выполненных миссий повлияет на развитие ассасинов: стандартные миссии являются ключевыми для сбора ресурсов для улучшения ассасинов игрока, в то время как миссии по добыче будут приносить материалы для изготовления. Новых ассасинов можно разблокировать, собирая фрагменты их ДНК в сюжетных миссиях или миссиях «Наследие».

## Сюжет
Присоединяйтесь к Эцио, Агилару, Шао Цзюню и многим другим ассасинам одновременно. С помощью новой версии Анимуса переживите события Реконкисты, и объединитесь против тамплиеров и бушующего в Испании угнетения.
Откройте для себя заново легенды Ордена ассасинов, как никогда раньше. Объединитесь с более чем 40 персонажами, включая легендарных, а также эксклюзивных новых персонажей.
Побывайте в разных эпохах, от Древнего Египта до Французской Революции.

## Отзывы критиков
| Сводный рейтинг       | Сводный рейтинг |
| Агрегатор             | Оценка          |
| --------------------- | --------------- |
| Metacritic            | 63/100          |
| Иноязычные издания    |                 |
| Издание               | Оценка          |
| Eurogamer             | 7/10            |
| Jeuxvideo.com         | 15/20           |
| Русскоязычные издания |                 |
| Издание               | Оценка          |
| StopGame.ru           | Похвально       |

Assassin’s Creed Rebellion получила смешанные отзывы, согласно агрегатору рецензий Metacritic.
Луки Дель из Eurogamer отметил что в игре «приятная» графика и звук.
Сайт Jeuxvideo.com назвал игру «увлекательной».
Алексей Лихачев из StopGame остался недоволен «немного запутанным» интерфейсом, а также часто вылезающей рекламой с товарами внутриигрового магазина.